# Лиондас
Лиондас (на гръцки: Λιόντας) е гръцка фотографска фамилия от Македония от края на XIX – началото на XX век.

## Биография
Произходът на Лиондас е от пелопонеското цаконско градче Леонидио. В края на XVIII век осем братя Леондас или Лиондас (Λέοντας, Λιόντας) напускат Пелопонес и се изселват на север. Георгиос Лиондас живее и умира в Солун в XIX век. Той има шест деца - Михаил, Христос, Теодорос, Георгиос, Кириакос и Николаос. Всички те без Кириакос се занимават с фотография. Кириакос е управител на чифлика на Хадзилазарос в Янешево. Михаил Лиондас е един от основните фотографи в Солун, а Георгиос Лиондас - в Битоля. Димитриос Лиондас е фотограф в Сяр.

- Фотографии на фамилията Лиондас
- Алкивиадис Малтос, фото Михаил Лиондас
- Йоанис Аргиропулос, фото Михаил Лиондас
- Константинос Ватикиотис, фото Михаил Лиондас
- Възрастна двойка от Битоля, фото Георгиос Лиондас
- Младоженците Василики Вога и Панделис Кондулис, Солун, 1898 г., фото Михаил Лиондас
- Кузман Шапкарев, фото Братя Лиондас, Солун
- Атанас Свещаров, фото Димитриос Лиондас, Сяр